# Akpınar (Çameli)
Akpınar (türkisch für weisse Quelle) ist ein Dorf im Landkreis Çameli der türkischen Provinz Denizli. Akpınar liegt etwa 129 km südlich der Provinzhauptstadt Denizli und 23 km südwestlich von Çameli. Akpınar hatte laut der letzten Volkszählung 508 Einwohner (Stand Ende Dezember 2010).